# 布川事件
布川事件（ふかわじけん）とは茨城県利根町布川で1967年（昭和42年）に発生した強盗殺人事件。
近隣に住む青年2人を被疑者として逮捕・起訴し無期懲役が確定したが、証拠は被告人の自白と現場の目撃証言だけで物証が無く当初から「冤罪の確率が高い」と言われていた。2009年に再審が開始され、水戸地方裁判所土浦支部にて2011年5月24日に無罪判決が下された。日本弁護士連合会が支援していた。

## 事件と捜査
1967年8月30日の朝、茨城県北相馬郡利根町布川で、独り暮らしだった大工の男性（当時62歳）が、仕事を依頼しに来た近所の人によって自宅8畳間で他殺体で発見された。
茨城県警取手警察署による死体検視と現場検証によれば、男性の死亡推定時間は8月28日の19時から23時頃であるとされた。男性は両足をタオルとワイシャツで縛られており首にはパンツが巻きつけられた上、口にパンツが押し込まれていた。死因は絞首による窒息死であると判明した。現場の状況は玄関と窓は施錠されていたが、勝手口はわずかに開いていた。室内は物色した形跡が認められたが、何を盗まれたかは判明しなかった。ただし、男性は個人的に金貸しを行っており、現金や借用書などが盗まれた可能性があった。唯一判明したのは男性が普段使用していた「白い財布」が発見されなかったことである。また、現場からは指紋43点が採集された。
男性の自宅付近で20時頃に不審な2人組の男の目撃情報があり、その情報から1967年10月に2人の男が別件逮捕された。

### 2人の被疑者
桜井昌司（さくらい しょうじ）は、1947年1月24日に栃木県塩谷郡塩谷村で、役所吏員の父と野菜行商の母との間に生まれた。茨城県立竜ヶ崎第一高校に入学したが、家庭内不和などから中退し、その後は定職に就かず徒遊生活を送っていた。桜井は1967年10月10日の深夜、友人のズボン1本を盗んだとの容疑で別件逮捕され、取手署に留置された。桜井はすぐに窃盗容疑を認めたが、その後も別件と本件合わせて30日間に渡る勾留日数中、本件である強盗殺人についての取調べを受け続けた（窃盗の件は後に不起訴となった）。そして、10月15日に桜井が行った「杉山と一緒に殺して金を盗った」との自白に基づき、翌16日に桜井の兄の友人である杉山卓男が逮捕された。
杉山卓男（すぎやま たかお）は、1946年8月23日に地元の利根町で生まれ、役所吏員であった父を亡くしてからは教員であった母に育てられた。桜井と同じく竜ヶ崎第一高校へ入学したが無免許運転で退学となり、その後は機械工をしていた。だが、母の死などで生活は荒れ、19歳の時には乱闘騒ぎで保護観察処分を受けていた。暴力団の抗争にも参加し、恐喝や喧嘩が日常となっていた杉山にとって、16日の逮捕も意外なことではなかったという。逮捕容疑は同年8月に起こした暴力行為事件についてであったが、やはり桜井と同じくこれは別件逮捕であった。別件での取調べ後は杉山も本件について引き続き調べを受け、翌17日に強盗殺人を自白した。

## 有罪の確定
10月23日に2人は本件強盗殺人容疑で逮捕され、12月28日に同容疑で起訴された。公判で両人は「自白は取手警察署刑事課刑事に強要されたものである」として全面否認したが、1970年10月6日に第一審の水戸地裁土浦支部は無期懲役とし、1973年12月20日の第二審の東京高裁では「ほかに犯人がいるのではないかと疑わせるものはない」として控訴を棄却し、1978年7月3日に最高裁で上告が棄却され、2人とも無期懲役が確定した。
同日から2人は千葉刑務所へ下獄することとなった。桜井は刑務所で詩を書いて雑誌に投稿するうち、声楽家の佐藤光政との知遇を得、やがて作詞作曲した歌は佐藤の声でCD化されるまでになった。後には書き溜めた詩が『語句詩集 壁のうた』と題した詩集にもなった。だが、桜井は服役中の1977年と1992年に両親を亡くしてもいる。
杉山は、未決囚として東京拘置所に収監されていた頃は袴田事件の袴田巌や、大森勧銀事件の近田才典、金嬉老事件の金嬉老とも交流があったという。連続ピストル射殺事件の永山則夫とは特に親しく、運動時間には必ず会話し、文通も行う仲であったという。

## 有罪判決に対する疑問点
この事件では犯行を実証する物的証拠が少なく、桜井・杉山の自白と現場の目撃証言が有罪の証拠だった。しかし、その自白は取調官による誘導の結果なされたと弁護側は主張していた。
- 盗難品が明確でない - 金銭目的の強盗殺人とされているが、何が実際に盗まれたのかを明確にしていない。被害者の白い財布の件も供述調書で変遷しており、犯行後どのようになったかが明確になっていない。
- 2人の指紋が出ていない - 43点の指紋が採集されたが、桜井・杉山の指紋が現場から出ていない。裁判では指紋は拭き取ったとしているが、物色されたはずの金庫や机から多くの指紋が検出されている矛盾点については説明がなされていない。
- 自白が不自然である - 被害者宅へ侵入した方法についての自白が不自然である。供述調書によれば、「勝手口の左側ガラス戸を右に開けると、奥の8畳間から顔を出した被害者の顔が見えた」とされているが、現場の勝手口は左ガラス戸の内側に大きな食器棚が置かれていたため、わざわざ障害物がある方の戸を開けるのは不自然である上、そもそも被害者の顔が見えるはずもない。また、反対側の戸は40センチメートル程度は開けられる。
- 誘導により自白聴取された - 事件現場の家の図面は、取調室内で見せ取調官の誘導で自白調書が取られた。
- 警察によるアリバイの偽造 - アリバイとなる8月28日に2被告人に会った人物の裏を捜査陣が取り、それら全てを8月28日以外のことにした。
- 殺害方法の不一致 - 自白では「両手で首を絞め」となっていたが、被害者は紐で絞殺されていた。（再審時の新証拠で明らかになる。）

そのため、再審開始決定では「自白の中心部分が死体の客観的状況と矛盾する」とされ、「捜査官の誘導に迎合したと疑われる点が多数存在する」と認定された。他にも、「周囲が暗くなっている当時の状況などから、2人と特定できない」ともされた。
また、検事から証拠として開示された事件当時の取り調べテープに中断（編集）した跡が13か所も見受けられること、女性が犯行現場で被告人以外の人を見ていたことなどが再審請求の時に検察から提出された証拠に含まれていた。これらの録音テープ、後述の毛髪鑑定書、女性の目撃証言は2度目の再審請求の際に検察が初めて開示した。確定審においては、検察は録音テープの存在を否定していた。
なお、現場では毛髪が8本発見され、この毛髪の鑑定書については検察側が存在を否定していたが、2005年に検察側から弁護側に鑑定書が開示された。これによると、3本は被害者のものだったが、残り5本の中に被疑者とされた桜井・杉山の毛髪はない。裁判所はこれらの証拠が裁判時に提出されていたら無罪になっていた可能性を指摘した。2005年からの刑事訴訟法改正では、検察の証拠開示が明確に制度化されているが、公判前整理手続きがないため、この事件においてはこの制度は適用されていない。

## 再審請求
1996年11月12日、杉山が仮釈放で出所。同年11月14日、桜井が仮釈放で出所。二人は出所後も無実を訴え、民間人の有志による「布川事件守る会」が2001年12月6日に第二次再審請求（1回目は収監中の1983年12月23日に行われ棄却された）を水戸地裁土浦支部に申立て、同支部は2005年9月21日に再審開始を決定した。
これに対して検察側が東京高裁に即時抗告するが、2008年7月14日、東京高裁（門野博裁判長）は棄却して再審開始決定を支持する。東京高検の鈴木和宏次席検事は「内容を十分検討し、最高検とも協議のうえ適切に対処したい」と述べ、その後、最高裁判所に特別抗告するが、2009年12月15日、最高裁（竹内行夫裁判長）は、検察側の特別抗告を棄却し再審開始が確定。
2010年7月9日に水戸地方裁判所土浦支部にて再審第1回公判が開かれる。以後6度の公判を重ね、判決は2011年3月16日に言い渡しを予定していた。しかし直前に発生した東日本大震災（3月11日）の影響により判決公判が5月24日に延期となった。
2011年5月24日、仕切り直しの判決公判が行われ、被告の両名に強盗殺人罪について無罪、別件の窃盗罪や暴行罪について懲役2年・執行猶予3年の判決が言い渡された。なお、別件については猶予期間は既に満了、実質、刑の言渡しの効力を失っている。検察側は「控訴審での新たな立証は困難と判断した」として、強盗殺人罪について6月7日控訴を断念、無罪判決が確定した。再審無罪判決では目撃証言を含む全ての状況証拠について、その能力及び信用性が否定された。本事件で再審無罪までにかかった期間は44年であり、これは戦後に起きた事件の中で最長である。

## 刑事補償請求訴訟
2011年8月29日、2人は水戸地方裁判所土浦支部に、刑事補償法に基づき補償を請求。金額は各人に1億3千万円（12500円×365日×29年）。さらに1審から上告審までにかかった裁判費用の約1500万円を支払う決定を出した。

## 国家賠償請求訴訟
2012年12月12日には、冤罪の責任追及のため、桜井が国と茨城県を相手に約1億9千万円の支払いを求める国家賠償請求訴訟を東京地方裁判所に提起した。一方で杉山は、「妻や息子と過ごす時間を犠牲にしてまで、いつ終わるかもわからない、長い長い裁判を、私は闘う気持ちにはなれない」として、同様の訴えは起こさなかった。
2019年5月、東京地方裁判所は茨城県警の取調べや公判での警官の偽証および検察官の証拠開示拒否の違法性を認め、国と茨城県に計約7600万円の賠償を命じる判決を下した。この判決を不服として、国と茨城県は相次いで控訴した。
2020年2月、桜井は直腸がんで「余命1年」を宣告されるが、「真面目な警察官や検察官が職務を全うできる仕組み」の実現を訴え、国家賠償請求訴訟は続行する。
2021年8月27日、東京高等裁判所は茨城県警の取り調べに加えて水戸地方検察庁の取調べについても違法性を認め、国と茨城県に計約7400万円の賠償を命じる判決を下した。この判決に対して、国と茨城県はともに上告を断念し、9月13日に高裁判決が確定した。判決確定を受けて記者会見を開いた桜井は、「やっと重荷を下ろすことができてほっとした」と述べた上で、いまだに警察と検察から謝罪がないことを明らかにし、今後は冤罪被害防止に向けた法整備を促す活動や講演活動を継続していく意思を示した。

## 社会活動
無罪判決確定後の桜井は、冤罪防止のため取り調べの可視化を訴える活動を行っている。杉山もまた取り調べの可視化を様々な国会議員に訴えていたが、「可視化を検討する勉強会」を開いて満足するばかりの議員らに、やがて愛想を尽かした。だが、免田事件の免田栄、足利事件の菅家利和、狭山事件の石川一雄、そして筋弛緩剤点滴事件の守大助（獄中）といった他の冤罪関係者との交流は続いたという。
その後、杉山は2015年10月27日に死去した。
桜井はテレビ東京が2019年9月27日18時55分から放送した「0.1%の奇跡！逆転無罪ミステリー【実録…やってないのに逮捕】衝撃冤罪4連発」に出演し、29年の獄中生活で1億3000万円の刑事補償されたが、20歳から服役したために年金受給資格が無く年金を受給していないと述べた。
その後、桜井は2023年8月23日に死去した。

## 補足
- 2014年現在において、戦後に無期懲役以上の判決が下った例で、再審無罪判決になった例は6件しかなく、布川事件が7件目（7、8人目）だった。無期懲役からの再審無罪判決になった梅田事件、足利事件の2例、死刑判決からの再審無罪になった免田事件、島田事件、松山事件、財田川事件の4例の計6例である[34]。布川事件は、足利事件以来の1年2か月ぶりの無期懲役からの再審無罪となった。戦前に起きた事件では、初の再審無罪判決となった吉田岩窟王事件、加藤老事件の二例が無期懲役からの再審無罪判決となっている。
- 最高裁の研修機関である司法研修所が、法曹関係者に向け1991年から出版している教材本『自白の信用性―被告人と犯行との結び付きが争われた事例を中心として―』の中に、自白を信用できる証拠として有罪に持ち込めた刑事裁判の例として、本事件を引用していることが明らかになり、本事件の弁護団が、自白は検察官の誘導で作り上げられた可能性が再審で明らかにされており、また、当事件を引用し続けることが人権侵害に当たるなどとして、最高裁に対し訂正を申し入れた[35]が、最高裁は改訂には応じず、「本書を利用するにあたって」と題する注意書き[36]を公表するに留まっている。
- 法務省法制審議会「新時代の刑事司法制度特別部会」最終案に、桜井ら冤罪被害者のグループは法務省を訪れ「冤罪がなくなる案になっていない」として、議論のやり直しを求める申し入れを、2014年7月9日に法制審宛に提出している[37]。
- 2025年3月28日、2011年6月の水戸地裁土浦支部における無罪確定の判決について、刑事訴訟法（第453条）に基づく官報・新聞への公示が行われていなかったことが水戸地裁により発表された。2024年11月に報道機関や一般人から問い合わせがあったことにより発覚し、行われた調査では職員が対応を失念していたことが判明した[38]。4月7日付の官報で同判決が公示された[39]。

## 弁護団
弁護団発足時（1982年） 団長：小髙丑松（～2003年12月）、事務局長：柴田五郎（～2003年12月）
2002年1月 事務局長代行：山本裕夫（～2003年12月） 事務局員 ：谷村正太郎、塚越豊、佐藤米生、松江頼篤
2003年12月 団長 ：柴田五郎（～現在） 事務局長 ：山本裕夫（～2009年12月） 事務局次長：佐藤米生（新任） 事務局 ：内藤眞理子、福富美穂子、秋元理匡（新任）
2004年1月 事務局：青木和子（新任）
2010年1月 事務局長：塚越豊（～現在） 主任弁護人 第1次再審（1983年12月～1992年9月）小髙丑松（櫻井） 柴田五郎（杉山）第2次再審
2001年12月～2003年12月 小髙丑松（櫻井） 柴田五郎（杉山）
2003年12月～2010年1月 谷村正太郎（櫻井） 柴田五郎（杉山）
2010年1月～2011年6月 山本裕夫（櫻井） 柴田五郎（杉山）

## 事件をテーマにした作品
- 井手洋子監督 『ショージとタカオ』（「ショージとタカオ」上映委員会、2010年）
- 金聖雄監督『オレの記念日』（Kimoon Film、2022年）